# Hephzibah Menuhin
Hephzibah Menuhin   (San Francisco, 20 de maig de 1920 - Londres, 1 de gener de 1981) fou una pianista, escriptora i activista dels drets humans estatunidenca-australiana. Era germana del violinista Yehudi Menuhin i de la pianista, pintora i poeta Yaltah Menuhin. També va ser lingüista i escriptora, va ser coautora de diversos llibres i va escriure molts articles amb el seu segon marit, Richard Hauser.

## Biografia

### Primers anys
Hephzibah Menuhin va néixer a San Francisco, Califòrnia. Per part del seu pare Moshe Menuhin, Hephzibah descendia d'una distingida dinastia rabínica. La seva mare, Marutha, ha estat descrita com a "dominant i controladora".
Els germans Menuhin tingueren poca educació formal. Hephzibah va passar només cinc dies a una escola de San Francisco, on va ser classificada com a endarrerida. Els seus pares la van treure de l'escola i li van ensenyar a llegir i escriure a casa.Va començar a estudiar piano als quatre anys, inicialment amb Judith Blockley, especialista en ensenyament de nens petits, i més tard amb Lev Shorr, un alumne rus de Theodor Leschetizky i futur professor de Leon Fleisher.
Va oferir el seu primer recital a San Francisco l'any 1928 quan tenia vuit anys.Després va estudiar amb Rudolf Serkin a Basilea i Marcel Ciampi a París. El 1933 ella i Yehudi van fer el seu primer enregistrament (una sonata de Mozart), que va guanyar el Premi Candid com a millor disc de l'any. El seu debut en públic va ser el 13 d'octubre de 1934, a la Salle Pleyel de París. Els germans van actuar a l'Ajuntament de Nova York i al Queen's Hall de Londres, i Hephzibah va oferir recitals en solitari a la majoria de les principals ciutats d'Europa i Amèrica.

### Connexió australiana
El març de 1938, després d'un concert al Royal Albert Hall, Bernard Heinze va presentar Hephzibah i Yehudi al germà i la germana australians, Lindsay i Nola Nicholas, hereus de la fortuna farmacèutica australiana 'Aspro'.
En ràpida successió, Yehudi (21 anys) es va casar amb Nola, i Hephzibah (17 anys) es va casar amb Lindsay,i abandonaren els seus plans de donar el seu recital debut a Carnegie Hall, Nova York.Hephzibah va traslladar amb Lindsay Nicholas a la seva finca "Terrinallum", situada a prop de Derrinallum, Victòria, on va passar els següents 13 anys.
Va començar una biblioteca itinerant per a nens i va tenir dos fills, Kronrod i Marston Nicholas. Tanmateix, tot i que va reduir la seva carrera musical, no la va abandonar del tot. Va tocar amb les orquestres simfòniques de Sydney i Melbourne i ella i Yehudi van tocar junts moltes vegades durant la seva gira de 1940 per Austràlia. Va donar recitals en solitari, va donar suport a activitats locals com el Griller Quartet i va participar amb Richard Goldner en la fundació de Musica Viva Australia.
Va fer amistat amb molts músics europeus desplaçats que havien emigrat a Austràlia. Durant aquest temps va tocar l'estrena australiana del Segon Concert per a piano de Bartók.Tan el matrimoni de Yehudi com el Hephzibah van acabar en divorci.

### Carrera i causes
El 1947, va tocar al Festival de Música de Primavera de Praga en un concert organitzat per Paul Morawetz, un empresari de Melbourne. La va portar a veure el camp de concentració de Theresienstadt, que va tenir un efecte profund sobre ella, i l'obligà a confrontar-se amb el significat de la seva pròpia herència jueva.Tots dos van mantenir una relació romàntica que es va perllongar durant diversos anys
El 1951 ella i Yehudi van tocar a l'obertura del Royal Festival Hall a Londres. Després van fer una gira de concerts per Austràlia i van tocar i emetre per a l'ABC. Va donar suport a tot tipus de causes amb concerts i recitals, com la National Music Camp Association, i es va mostrar obertament sobre la influència de la televisió en els nens. A Sydney va ser solista en el concert per a piano de Juan José Castro, amb el compositor dirigint-se (aleshores era el director titular de l'Orquestra Simfònica Victoriana).El 1954 es va traslladar a Sydney, on va donar concerts i va obrir la seva casa a qualsevol persona que ho necessités

### Londres
A Sydney, Hephzibah Menuhin es va conèixer i es va relacionar amb Richard Hauser, un sociòleg i comentarista social quàquer austríac que s'havia traslladat a Sydney amb la seva família, llavors la seva dona Ruth Hauser, i la seva filla Eva. Hephzibah es va divorciar del seu marit i es va casar amb Hauser a Sydney el 1955. Dos anys més tard, Menuhin i Hauser es van traslladar a Londres amb la seva filla, Clara Menuhin-Hauser, on van acollir a Michael Alexander Morgan, un nen d'origen mixt gal·lès i nigerià i que va créixer amb Clara.
Van fundar l'Institute for Human Rights and Responsibilities, i el Centre for Group Studies, i més tard es van traslladar a Friends Hall, una casa d'assentament quàquer a Bethnal Green, a l'East End de Londres. Més tard van dirigir un refugi de drets humans des de casa seva al número 16 de Ponsonby Place a Pimlico. També es va convertir en la base de l'Institut d'Investigació Social, que Sir Richard Hauser va dirigir fins a la seva mort. Van treballar en la conciliació de petits passos i van intentar ajudar les minories d'arreu del món.
El 1977 Hephzibah Menuhin es va convertir en presidenta del chapter britànic de la Lliga Internacional de Dones per la Pau i la Llibertat. Hephzibah i Richard Hauser van escriure "The Fraternal Society" (Bodley Head) junts.
El 1962 ella i Yehudi van fer una gira per Austràlia. Va fer una gira amb Yehudi i la Menuhin Festival Orchestra pels Estats Units i el Canadà el 1967, i Austràlia el 1970 i 1975. El 1977 va ser membre del jurat del primer Concurs Internacional de Piano de Sydney. A Melbourne aquell any va tocar en un concert en què el seu fill, Marston Nicholas, va fer el seu debut públic com a violoncel·lista.
El 1979 Hephzibah Menuhin va fer les seves últimes aparicions en concerts a Australia, tocant amb Yehudi i el Sydney String Quartet. Va aparèixer amb el seu germà per última vegada al Royal Festival Hall de Londres el novembre de 1979.

### Mort i llegat
Hephzibah Menuhin va morir a Londres l'1 de gener de 1981, després d'una llarga malaltia. El seu germà, Yehudi, va dedicar el seu concert al Carnegie Hall del 22 de febrer de 1981 a la seva memòria. Els seus enregistraments inclouen el Quintet La truita de Schubert amb membres del Quartet Amadeus, concerts de Mozart amb el seu germà dirigint, trios amb Yehudi i Maurice Gendron i sonates amb Yehudi.

### Memorial
La beca anual Hephzibah Menuhin Memorial de 8.000 dòlars per a joves pianistes australians es va establir l'any 1980. És administrada alternativament per la Facultat de Música de la Universitat de Melbourne i el Conservatori de Música de Sydney. El vestidor del solista principal al Hamer Hall del Melbourne Arts Centre va ser nomenat en honor a Hephzibah.
El 1998 Curtis Levy va produir i dirigir un documental, Hephzibah. Jacqueline Kent va publicar una biografia titulada An Exacting Heart el 2008.
A finals de 2008 es va publicar una biografia de Yehudi Menuhin i la seva família titulada Yehudiana – Reliving the Menuhin Odyssey de Philip Bailey, que va treballar a la plantilla de Menuhin des de 1976 fins a la mort de Yehudi el 1999. Aquest llibre conté informació sobre la vida de Hephzibah.